# Archimède (Q142)
Pour les articles homonymes, voir Archimède (homonymie).
L'Archimède est un sous-marin français de la classe 1 500 tonnes. Lancé en 1930, il appartient à la série M6. Il est l'un des cinq sous-marins de cette classe, sur trente et un, à survivre à la Seconde Guerre mondiale.

## Histoire

### Développement
L'Archimède fait partie d'une série assez homogène de 31 sous-marins océaniques de grande patrouille, aussi dénommés 1 500 tonnes en raison de leur déplacement. Tous sont entrés en service entre 1931 (Redoutable) et 1939 (Sidi-Ferruch).
Longs de 92,30 mètres et larges de 8,10 m, ces sous-marins ont un tirant d'eau de 4,40 mètres et peuvent plonger jusqu'à 80 mètres. Ils déplacent en surface 1 572 tonnes et en plongée 2 082 tonnes. Propulsés en surface par deux moteurs Diesel d'une puissance totale de 6 000 chevaux, leur vitesse maximum est de 18,6 nœuds. En plongée, la propulsion électrique de 2 250 chevaux leur permet d'atteindre 10 nœuds. Appelés aussi « sous-marins de grandes croisières », leur rayon d'action en surface est de 10 000 nautiques à 10 nœuds et en plongée de 100 nautiques à 5 nœuds.
Mis en chantier le 1er août 1927 avec le numéro de coque Q142, l'Archimède est lancé le 6 septembre 1930 et mis en service le 22 décembre 1932. Alors qu'il est en essais à Cherbourg, son frère le Prométhée, également en essais, coule au large du cap Lévi le 7 juillet 1932. Sur la base des déclarations des rescapés, dont le commandant, la commission d'enquête procède à des essais sur l'Archimède pour tenter d'établir les causes du naufrage.

### Seconde Guerre mondiale
L'Archimède est affecté, au début de la Seconde Guerre mondiale, à la 6e division de sous-marins, basée à Brest, qu'il forme avec le Persée, l'Ajax et le Poncelet. Il est en carénage avec l'Ajax d'août 1939 à février 1940. En avril 1940, l'Archimède et l'Ajax escortent des convois de cargos alliés depuis Halifax jusqu'en Grande-Bretagne (convoi HX 39). Après la déclaration de guerre de l'Italie à la France le 10 juin, l'Archimède participe à l'opération Vado contre les ports de la côte ligurienne.
Après l'armistice du 22 juin 1940, le sous-marin est successivement basé à Toulon puis Dakar, Conakry et Casablanca, avant de rentrer en gardiennage à Toulon le 5 octobre 1941. Ce gardiennage est mis à profit avec un grand carénage de l'Archimède. Il est réarmé en juillet 1942 puis est envoyé à Casablanca.
La flotte française d'Afrique du Nord rejoint les forces alliées en novembre 1942, après le débarquement allié. Les sous-marins français sont alors envoyés aux États-Unis pour une modernisation, en raison de leur vétusté. L'Archimède quitte Dakar le 8 février 1943 pour Philadelphie, où il reste près d'un an. Les travaux commencent au mois de mai au Philadelphia Navy Yard. Ils sont compliqués par l'absence de plan détaillé du navire et de ses pièces. De plus, l'absence de standardisation entre les navires — par exemple, sur les quatre 1 500 tonnes, deux sont équipés de moteurs Sulzer et deux de moteurs Schneider — irrite les ingénieurs américains. Mais ceux-ci sont cependant impressionnés par la modernité de ces navires dont la conception a pourtant près de vingt ans. Les moteurs sont intégralement révisés, les batteries changées, la coque épaisse et les barres de plongée renforcées. Certains ballasts sont transformés en soutes à combustible pour augmenter l'autonomie des navires. De gros efforts sont faits sur une meilleure insonorisation des sous-marins. Ils se voient également équipés de radars, de systèmes d'écoute plus performants et d'un ASDIC, d'un nouveau loch et d'un bathythermographe. Les conditions de vie sont améliorées avec l'installation de l'air conditionné et d'un réfrigérateur. Le kiosque est modifié, avec la suppression d'une partie importante de l'abri de navigation, remplacé un par nouvel affût antiaérien Oerlikon.
La refonte de l'Archimède est achevée le 19 février 1944 ; à son retour des États-Unis, il est utilisé pour des missions de surveillance et de renseignement. En avril et en juin, il débarque et embarque plusieurs agents sur la côte catalane, près de Barcelone. Le 12 mai, il est attaqué par trois avions britanniques qui le prennent pour un U-Boot et il leur échappe en se réfugiant à 40 mètres de fond. Dans la nuit du 13 au 14 juillet, l'Archimède est repéré par le radar Wassermann du cap du Dramont et pris en chasse par trois vedettes anti-sous-marines qui le grenadent pendant trois heures. Le 16 juillet, il repère un petit convoi allemand et tire quatre torpilles sur un aviso qui est sauvé par son tirant d'eau inférieur à la profondeur de course des torpilles françaises à déclenchement mécanique. Le 10 août, les sous-marins sont retirés de la côte française, à l'approche du débarquement de Provence. La guerre en Méditerranée étant terminée, l'Archimède passe le reste de la guerre à l'entraînement à Oran dans l'attente d'un transfert dans le Pacifique qui ne viendra pas en raison de la capitulation du Japon le 2 septembre 1945.

### Après-guerre
L'Archimède et Le Glorieux entrent en grand carénage à Cherbourg en janvier 1946 pour une durée de dix mois. Comme à Philadelphie, les équipements des navires sont entièrement vérifiés, réparés ou remplacés. Après leurs essais, ils sont basés en janvier 1947 à Brest puis effectuent une croisière de quatre mois en Afrique en compagnie du U-2158, U-Boot type XXI versé à la Marine nationale, afin d'en évaluer les capacités. De 1947 à 1949, les deux 1 500 tonnes procèdent à de très nombreux entraînements à Brest puis à Toulon. L'Archimède est placé en réserve spéciale le 31 août 1949, puis désarmé le 19 février 1952.
Ses deux derniers carénages lui ont permis d'atteindre la profondeur record de 120 mètres, au lieu des 80 prévus sur cette série.